# Le Masnau-Massuguiès
 Le Masnau-Massuguiès  là một xã trong tỉnh Tarn thuộc vùng Occitanie ở miền nam nước Pháp. Xã này nằm ở khu vực có độ cao trung bình 650 mét trên mực nước biển.
Sông Dadou chảy theo hướng tây nam qua giữa xã vào tạo thành một phần ranh giới phía đông và phía tây thị trấn.